# حسن‌آباد (بجنورد)
حسن‌آباد (بجنورد) روستایی از توابع بخش گرمخان شهرستان بجنورد در استان خراسان شمالی ایران است.

## جمعیت
این روستا در دهستان گیفان قرار دارد و براساس سرشماری مرکز آمار ایران در سال ۱۳۸۵، جمعیت آن ۶۰۶ نفر (۱۳۶خانوار) بوده‌است.